# Keihanshin
Keihanshin (jap. 京阪神) – zurbanizowany region obejmujący zespół miejski Kioto, Osaki, Kobe; część regionu Kinki (Kansai) w Japonii.
Nazwa regionu bierze się z sinojapońskiego odczytania znaków kanji wchodzących w skład nazw tych miast: 京都 – Kyōto, 大阪 – Ōsaka, 神戸 – Kōbe. 

## Galeria

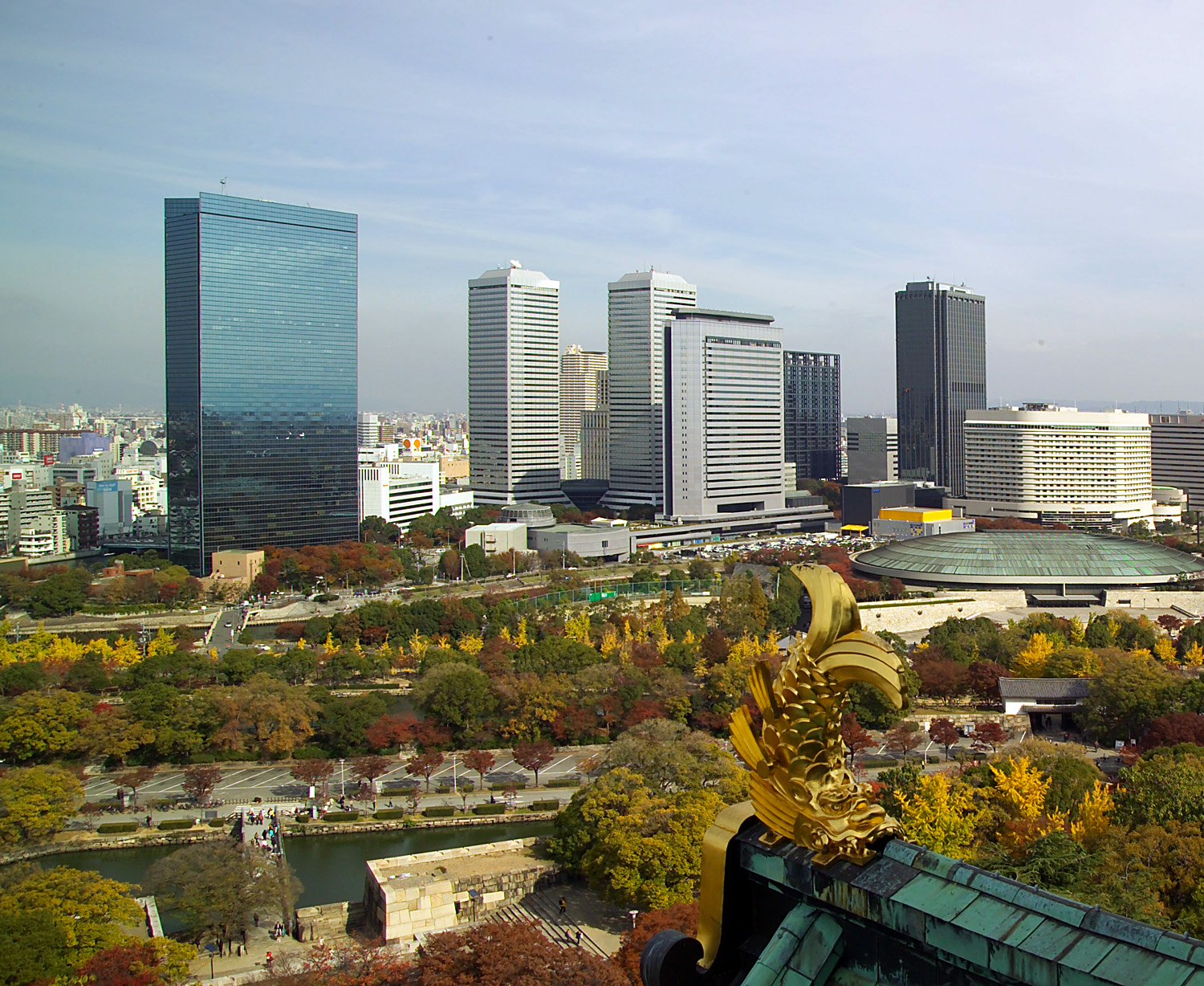
Osaka, widok z zamku na miasto
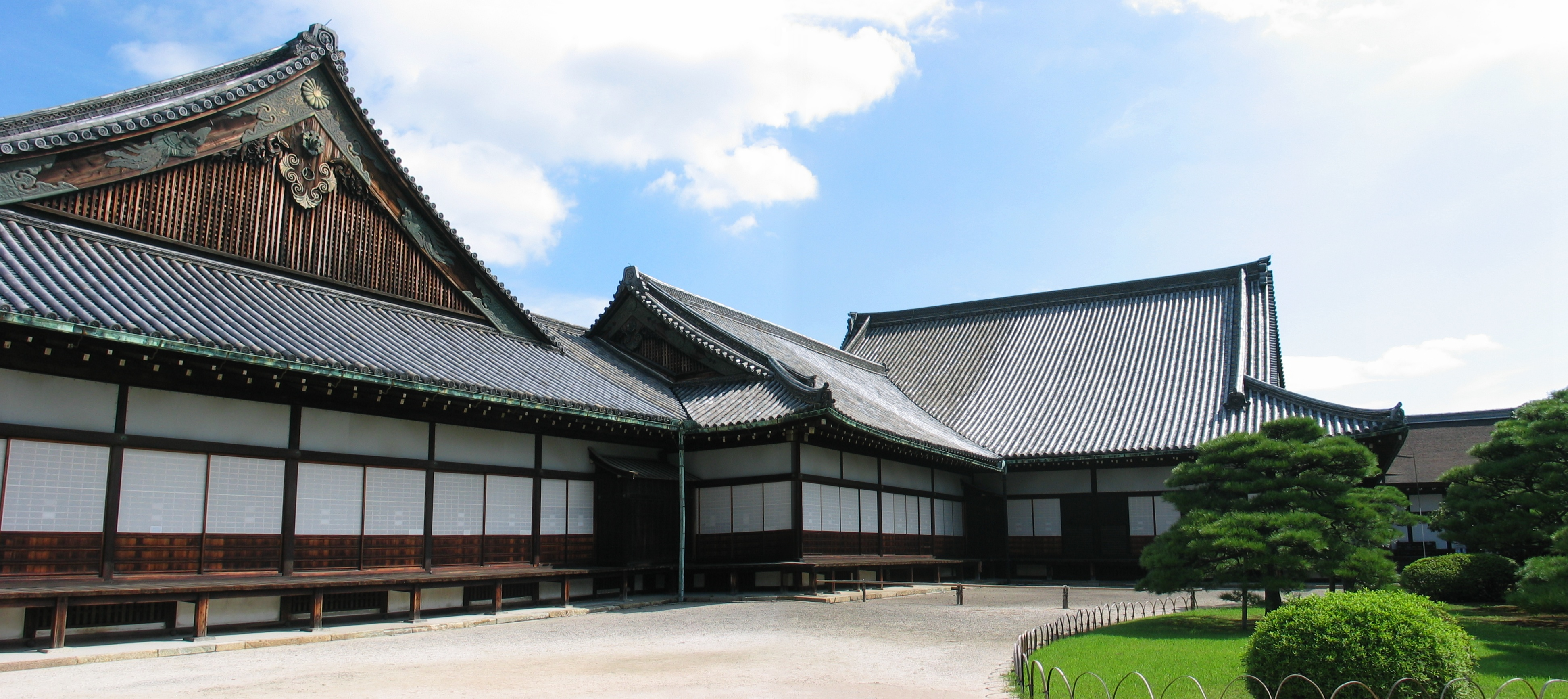
Kioto, zamek Nijō
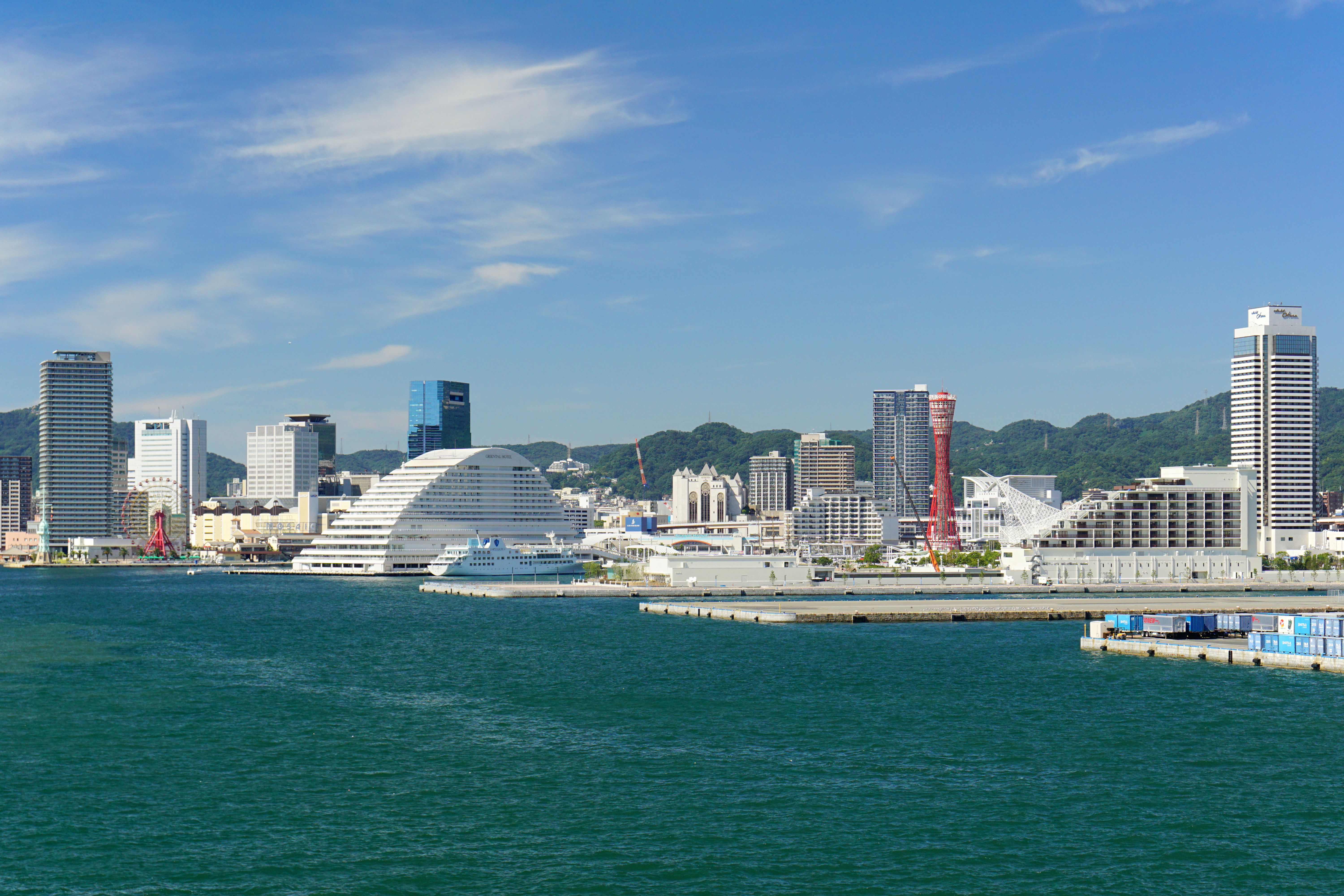
Kobe